# مورارانو سوآفیرایسانا
مورارانو سوآفیرایسانا (به لاتین: Morarano Soafiraisana) یک منطقهٔ مسکونی در ماداگاسکار است که در آنالامانگا واقع شده‌است. مورارانو سوآفیرایسانا ۶٬۵۱۸ نفر جمعیت دارد.